# Yasam
La Yasam (en hebreo: יחידת סיור מיוחדת) (transliterado: Yehidat Siyur Meyuhedet )  es una unidad especial de patrulla de la policía israelí y una unidad policial antidisturbios, dedicada a la seguridad ciudadana, al control de multitudes, a la prevención de motines y a otras operaciones especiales.
Los Yasam estuvieron fuertemente implicados en el plan de retirada unilateral israelí de agosto del 2005 y en la evacuación de Amona y han recibido críticas por haber realizado estas y otras operaciones. 
Los agentes de la Yasam son a menudo exmiembros de las FDI y la policía de fronteras israelí. Algunos de ellos, han servido anteriormente en unidades de combate. Los agentes de la Yasam visten pantalones y chaquetas grises y llevan puesta una gorra negra con la insignia de la unidad. 
En las calles de Jerusalén los agentes de la Yasam a menudo pueden ser vistos patrullando la calle Jaffa (la principal vía pública de la ciudad) montados en motocicletas y actuando como disuasión frente a posibles ataques terroristas. 
Los Yasam también han protegido a las Mujeres del muro durante las protestas de los judíos ultraortodoxos y han llevado a cabo tareas de control de disturbios en Jerusalén Este. 

## Vehículos
| Motocicletas    | Motocicletas | Motocicletas |
| Nombre          | Origen       | Foto         |
| --------------- | ------------ | ------------ |
| Kawasaki KLE500 | Japón        |              |
| BMW F800GS      | Alemania     |              |

## Armas
| Pistolas        | Pistolas       | Pistolas |
| Nombre          | Origen         | Foto     |
| --------------- | -------------- | -------- |
| IWI Jericho 941 | Israel         |          |
| Fusiles         |                |          |
| Carabina M4     | Estados Unidos |          |